# Kostel Notre-Dame de Vauvert de La Palud-sur-Verdon
Kostel Notre-Dame de Vauvert se nachází v francouzské obci La Palud-sur-Verdon v departementu Alpes-de-Haute-Provence v regionu Provence-Alpes-Côte d'Azur. Zvonice kostela je od 29. listopadu 1948 zapsána na seznamu historických památek Francie.

## Historie
Původně románský kostel byl postaven v 11. století. V 19. století byl z velké části přestavěn v novorománském slohu, přičemž z původního románského kostela se dochovala pouze zvonice zdobená lombardskými pásy. Kostelní loď má šest klenebních polí zaklenutých půlkruhovou klenbou. Sakristie je umístěna v bývalé vrchnostenské kapli pocházející z konce 15. století nebo začátku 16. století. Její klenák nese erb rodu Demandolxů.
První zmínky o kostele v La Palud se objevují ve dvou papežských bulách z let 1114 a 1227: potvrzují jeho závislost na katedrální kapitule, a tedy na diecézi digneské. 
Zvonice farního kostela Notre-Dame-de-Vauvert je podobná zvonici kostela Notre-Dame-de-l'Assomption v nedalekém městě Moustiers-Sainte-Marie. Obě zvonice svědčí o počátcích románského slohu 11. století s lombardskými pásy spadajícími na pilastry. Zdá se, že zvonice v La Palud byla přepracována již ve 12. století (tufový vrchol). 
V průběhu 19. století byl opakovaně zaznamenán velmi špatný stav kostela a hrozilo jeho zřícení, proto byl zčásti zbořen - z původního kostela zůstaly pouze zvonice a sakristie. Rekonstrukční práce na kostele probíhaly v letech 1867-1870 a prováděli je architekt Chaix a zedníci Joseph a Charles Trotobasovi. Ti dali kostelu jeho dnešní novorománskou podobu.

## Galerie

pohled na kostel se zvonici v roce 1937
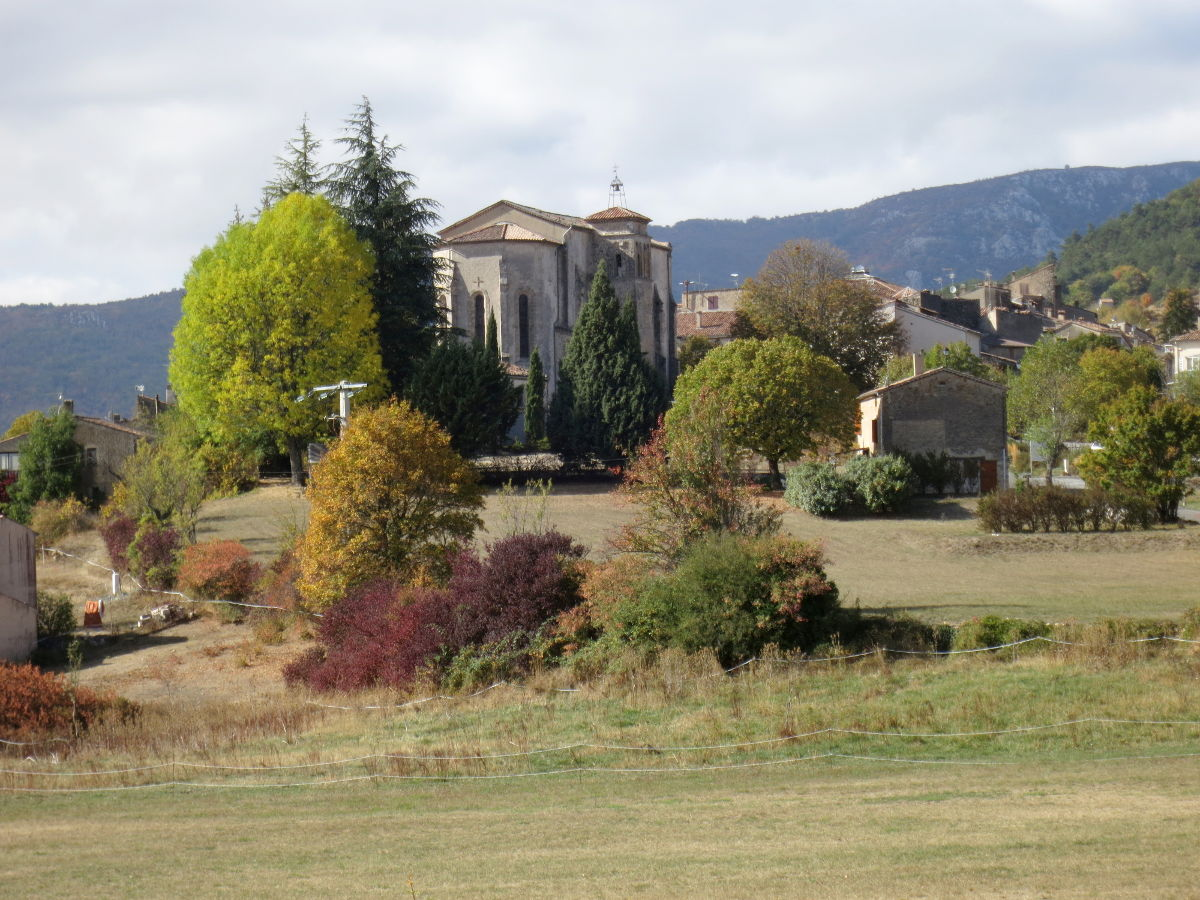
kostel v La Palud sur Verdon
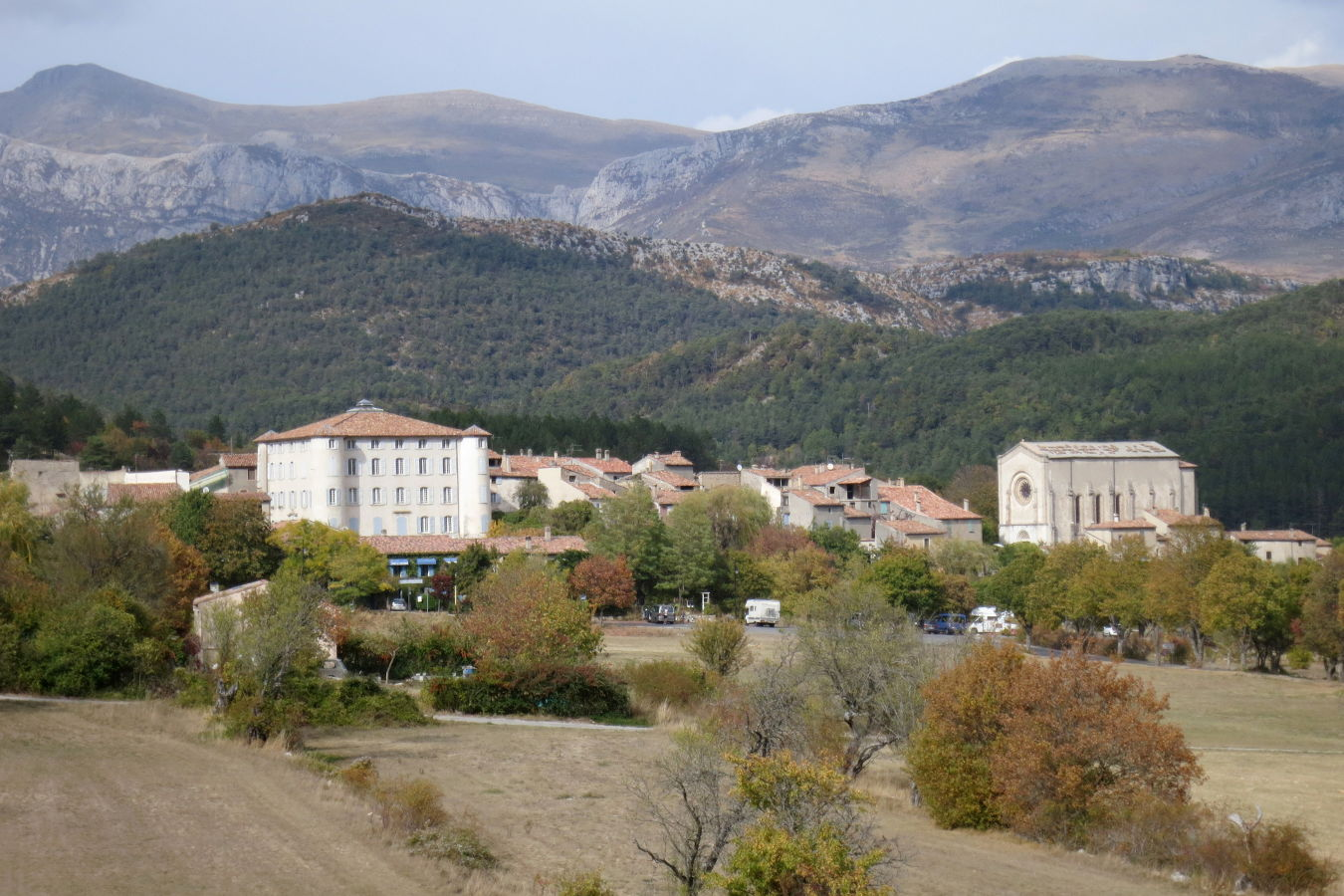
pohled na kostel a zámek v La Palud sur Verdon
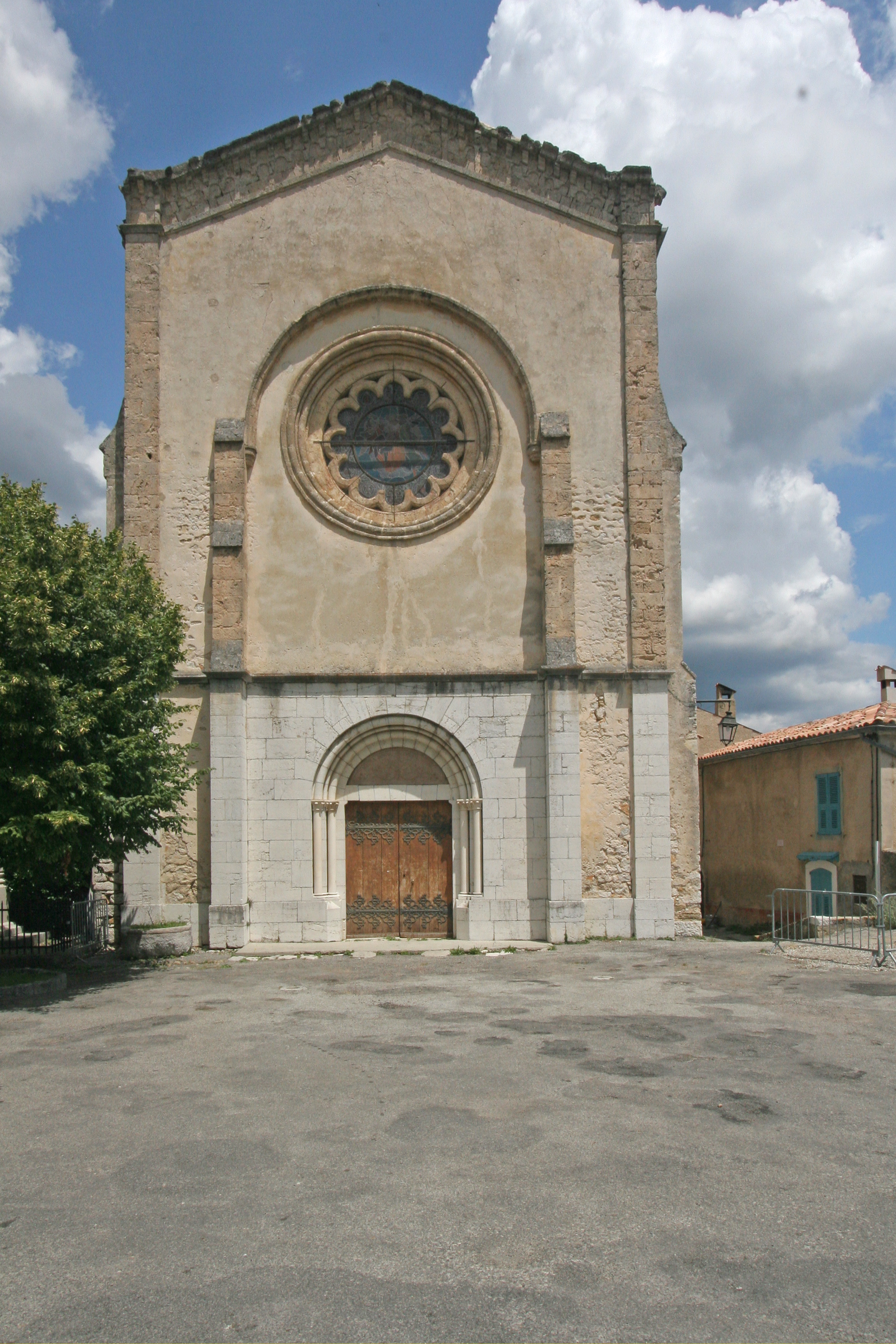
vstupní portál kostela
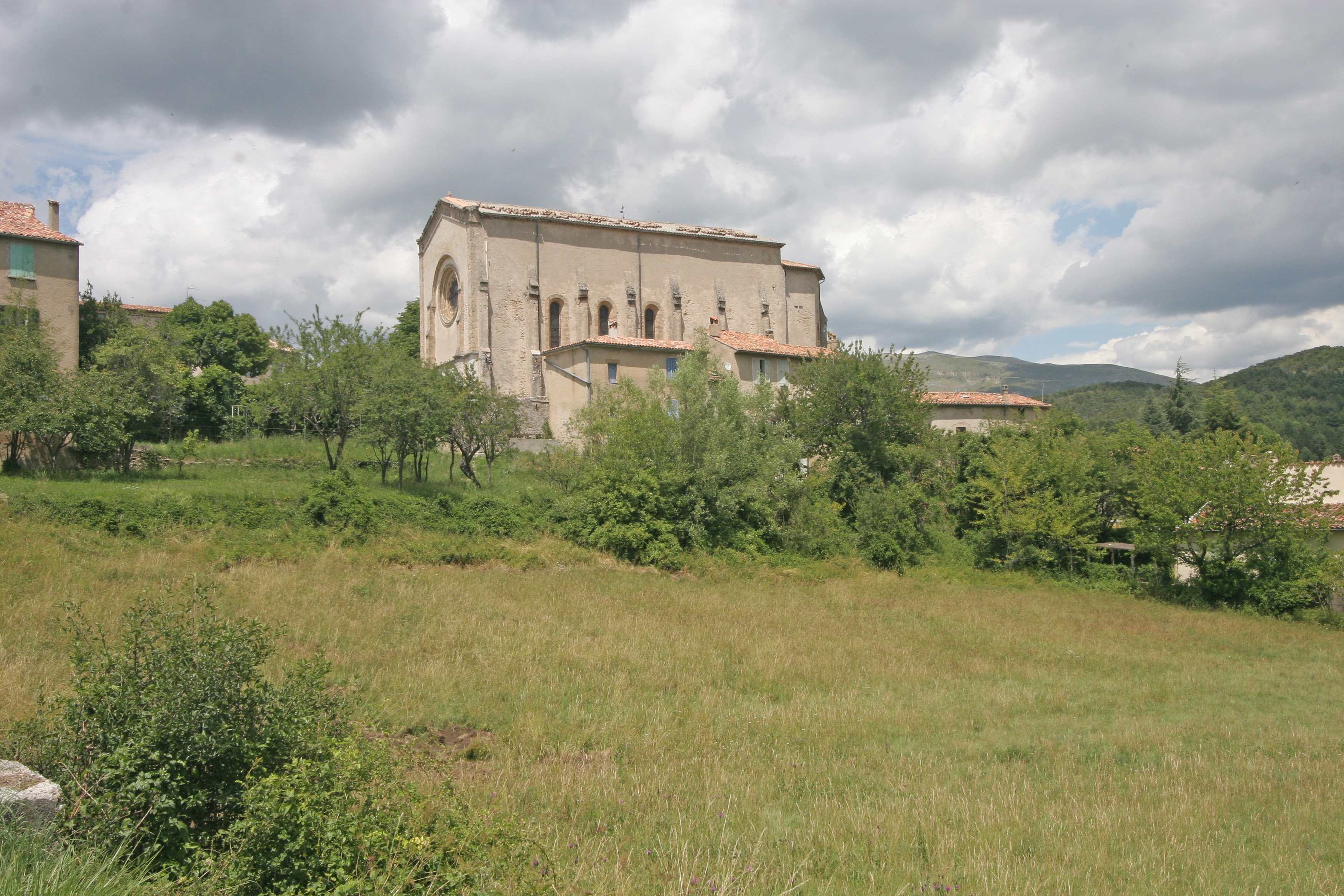